# Doug Kelly (cầu thủ bóng đá)
Douglas Cain Kelly (sinh ngày 30 tháng 5 năm 1934) là một cựu cầu thủ bóng đá chuyên nghiệp người Anh thi đấu ở vị trí tiền đạo cho Barnsley, Bradford City và Chesterfield.